# Nabéré
Nabéré är en ort i Burkina Faso.   Den ligger i regionen Sud-Ouest, i den sydvästra delen av landet, 260 km sydväst om huvudstaden Ouagadougou. Nabéré ligger 272 meter över havet och antalet invånare är 828.
Terrängen runt Nabéré är platt. Runt Nabéré är det ganska glesbefolkat, med 24 invånare per kvadratkilometer.. Närmaste större samhälle är Mougué, 9,2 km sydväst om Nabéré.
Omgivningarna runt Nabéré är huvudsakligen savann.